# Šilo
Koordinati:   44°08′36″N, 14°56′17″E
Šilo je majhen nenaseljen otoček v Jadranskem morju. Pripada Hrvaški.
Šilo leži med Dugim otokom in Južnim rtom na otoku Zverinac, od katerega je oddaljen okoli 0,5 km. Površina otočka meri 0,054 km². Dolžina obalnega pasu je 0,90 km. Najvišji vrh je visok 19 mnm.